# Perriers-la-Campagne
Perriers-la-Campagne foi uma antiga comuna francesa na região administrativa da Normandia, no departamento de Eure. Estendia-se por uma área de 4,46 km². Em 2010 a comuna tinha 369 habitantes (densidade: 82,7 hab./km²).
Em 1 de janeiro de 2017, passou a formar parte da nova comuna de Nassandres sur Risle.